# Balmoral (nave)
La Balmoral è una nave da crociera di proprietà della Fred. Olsen Cruise Lines L.td; è stata costruita nel 1988 dai cantieri Meyer Werft di Papenburg, Germania; in precedenza è stata di proprietà di 4 altri armatori.

## Commemorazione del Titanic

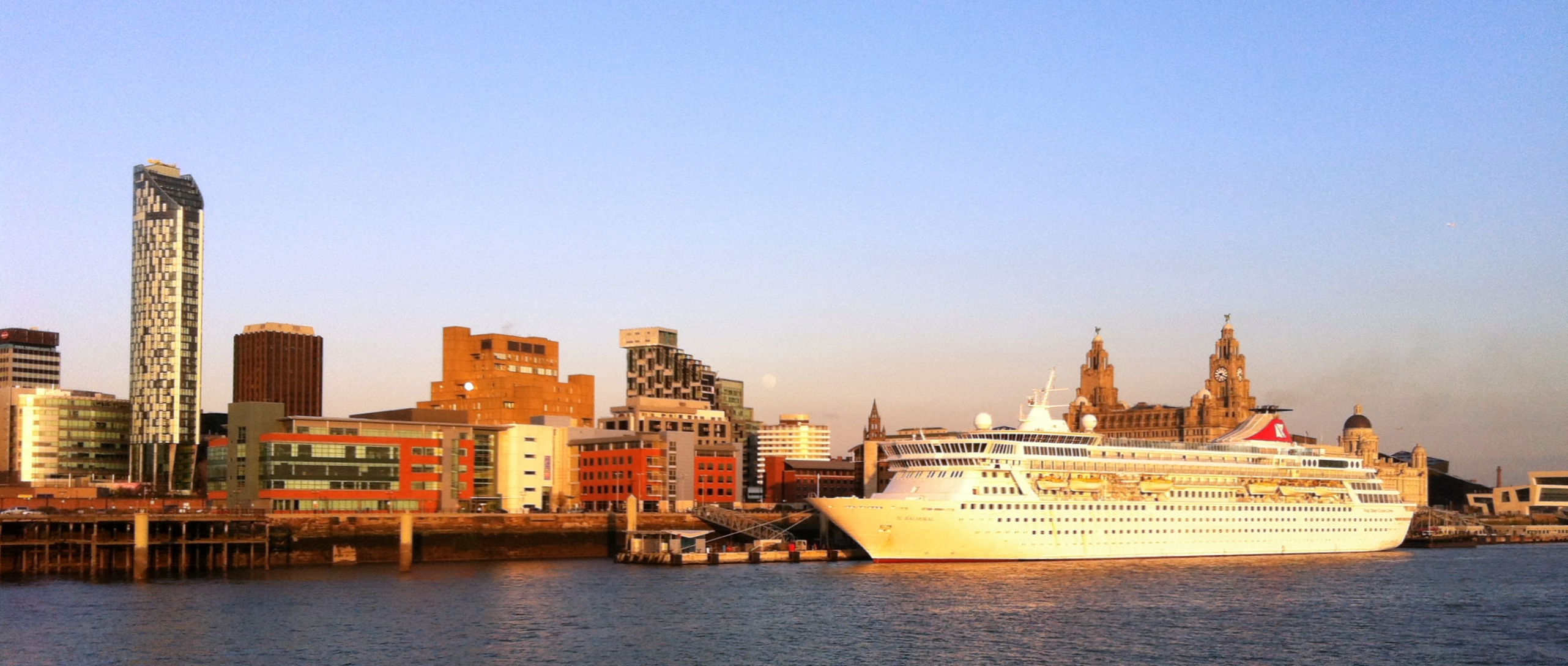
Balmoral nel porto di Liverpool prima della commemorazione del Titanic, aprile 2012

La Balmoral venne noleggiata dalla Miles Morgan Travel per la commemorazione del centenario del naufragio del transatlantico Titanic, affondato nella notte tra il 14 ed il 15 aprile 1912 a causa della collisione con un iceberg. La nave seguì esattamente la stessa rotta del Titanic, con gli stessi scali: salpò da Southampton l'8 aprile 2012, domenica di Pasqua (il Titanic invece aveva mollato gli ormeggi dal porto inglese il 10 aprile 1912), passò da Cherbourg, in Francia, e poi da Cobh (città che all'epoca del Titanic si chiamava Queenstown), nella Repubblica d'Irlanda, dove giunse il giorno dopo, per poi iniziare a navigare nell'Oceano Atlantico. Raggiunse il luogo del naufragio alle 23 del 14 aprile 2012, quaranta minuti prima dell'orario in cui, esattamente un secolo prima, il Titanic si era schiantato contro la montagna di ghiaccio galleggiante. A bordo venne celebrato un servizio funebre alla memoria degli oltre 1500 passeggeri del celebre transatlantico deceduti nella tragedia, terminato con il lancio in mare di tre corone di fiori. La nave rimase tutta la notte sul posto, per poi ripartire la mattina seguente lungo la rotta che il Titanic avrebbe dovuto seguire nell'ultima parte del suo viaggio verso New York.